# Euryomma nigrifemur
Euryomma nigrifemur är en tvåvingeart som beskrevs av Stein 1911. Euryomma nigrifemur ingår i släktet Euryomma och familjen takdansflugor. Inga underarter finns listade i Catalogue of Life.